# Інформаційний потік
Інформаційний потік — рух інформації, спрямований від джерела інформації до отримувача, визначений функціональними зв’язками між ними.
Цей потік можна аналізувати в трьох аспектах:
- Синтаксичному — встановлює формальні правила (параметри) побудови інформаційного потоку, взаємозв’язок між його елементами.
- Семантичному — встановлює правила інтерпретації кожного елементу інформаційного потоку.
- Прагматичному — встановлює ступінь корисності кожного елементу інформаційного потоку для цілей управління.